# Підбіл звичайний
Підбіл звичайний, мати-й-мачуха (Tussilago farfara L). Місцеві назви — мати-мачуха, мачушник, білпух, підбій тощо — багаторічна трав'яниста рослина з монотипного роду підбіл родини складноцвітих (стебла 5-25 см заввишки) з повзучим товстим кореневищем.
Навесні утворюються тільки квітконосні безлисті запушені пагони з численними дрібними лускоподібними листочками. Листочки притиснуті, яйцеподібно-ланцетні, бурувато-червоні. Після цвітіння утворюються укорочені пагони з розеткою прикореневих листків. Листки (10-25 см завширшки) округло-серцеподібні, кутасті, нерівнозубчасті, зверху голі, знизу — білоповстисті. Кошики (20-25 мм у діаметрі) поодинокі, після цвітіння пониклі. Квітколоже плоске, голе, крапчасто-ямчасте. Обгортка дзвоникувата, однорядна, листочки обгортки лінійно-ланцетні, зеленуваті, по краях білуватоплівчасті, квітки жовті, крайові — язичкові, маточкові, серединні — трубчасто-дзвоникоподібні, на верхівці п'ятизубчасті, двостатеві. Тичинок п'ять, маточка одна, зав'язь нижня. Плід — довгасто-циліндрична сім'янка (3,5-4 мм завдовжки) з чубком довгих білуватих волосків.
Росте підбіл на глинистих схилах, у ярах, по берегах річок і озер, на окрайцях вільхових боліт. Тіньовитривала рослина. Цвіте в березні — квітні.
Поширена майже по всій Україні, переважно на Поліссі, півночі Лісостепу, в Карпатах і Закарпатті. Промислова заготівля можлива у Волинській, Рівненській, Житомирській, Київській, Чернігівській, Сумській, Хмельницькій, Вінницькій, Тернопільській, Львівській, Івано-Франківській і Закарпатській областях. Запаси сировини значні.

## Практичне використання
Лікарська, медоносна рослина.
У науковій медицині з лікувальною метою використовують листки — Folium Farfarae, рідше квітки — Flores Farfaiae. Їх застосовують як відхаркувальний засіб при хворобах дихальних шляхів та при кашлі.
У листках і кошиках містяться глікозид тусилягін, ефірна олія, дубильні і слизисті речовини, фітостерин, інулін, галова, яблучна й винна кислоти, каротин і вітамін C.
У народній медицині листки і кошики підбілу рекомендують при стенокардії, бронхіальній астмі, запаленні і туберкульозі легень, затяжному кашлі, кишково-шлункових хворобах. Листки використовують для збудження апетиту, при простудних захворюваннях. Соком листків лікують туберкульоз легень, золотуху, нежить, гнійні рани й виразки. Свіжі листки прикладають до наривів, ними лікують запалення шкіри, запалення вен на ногах. Відваром листків з підбілу і кропиви миють голову для укріплення волосся і проти лупи.
У гомеопатії використовують есенцію з свіжих листків. Підбіл звичайний — один з найраніших медоносів і пилконосів, медопродуктивність його до 18 кг/га, взяток з нього сприяє розвиткові розплоду.

## Збирання, переробка та зберігання
Збирають цілі неушкоджені листки підбілу в травні — червні, зриваючи їх з черешком або зрізуючи ножами. Сушать на горищах під залізним дахом або під наметами, розстилаючи тонким шаром. Сухі листки пресують і пакують у тюки вагою по 50 кг або в мішки вагою по 20 кг. Строк зберігання — три роки.
Кошики заготовляють на початку цвітіння, обрізуючи або обриваючи їх з квітконіжкою не більше 0,5 см завдовжки. Сушать так само, як і листки. Пакують у фанерні ящики, вистелені папером, вагою по 25 кг.